# ملانوم مخاطی
ملانوم مخاطی (انگلیسی: Mucosal melanoma) یک بیماری جلدی نادر است که مشخصه‌اش بروز ملانوما در غشاء مخاطی است.: 696 